# Рич, Ричард, 1-й барон Рич
Ри́чард Ри́ч, 1-й барон Рич (англ. Richard Rich, 1st Baron Rich; июль 1496 — 12 июня 1567) — английский аристократ, лорд-канцлер во время правления короля Эдуарда VI. Рич участвовал в судах над католическими святыми Томасом Мором и Джоном Фишером и протестантской мученицей Энн Аскью.

## Биография
Согласно некоторым источникам, родился в лондонском приходе Церкви Святого Лаврентия и был вторым сыном Ричарда Рича и Джоан Дингли, но это утверждение оспаривается. Согласно Оксфордскому национальному биографическому словарю, он родился в семье Джона Рича и Агнес в Бейсинстоуке, Хэмпшир. В 1509 году наследовал дом отца в Ислингтоне.
У него был брат Роберт, который умер в 1557 году.

## Карьера
В 1529 году стал депутатом парламента от Колчестера.
В 1533 году был посвящен в рыцари и стал Генеральным солиситором Англии и Уэльса. Был свидетелем в судах над Томасом Мором и Джоном Фишером. В обоих случаях его свидетельства против обвиняемых включали признания, сделанные в дружеской беседе.
Получил титул барона Рича 26 февраля 1547 года. Затем был назначен лорд-канцлером.
В 1551 году ушёл в отставку с поста канцлера по причине плохого здоровья.

## Образ в искусстве
Рич — злодей второго плана в пьесе Роберта Болта «Человек на все времена». В её экранизации 1966 года, получившей семь кинопремий «Оскар», Рича сыграл Джон Херт.